# Providence
 For alternative betydninger, se Providence (flertydig). (Se også artikler, som begynder med Providence)
Providence er hovedstad i den amerikanske delstat Rhode Island. Byen, der har 190.934(2020) indbyggere, er administrativt centrum for det amerikanske county Providence. Byen, der er New Englands tredjestørste efter Boston og Worcester i Massachusetts, huser Brown University.
Forfatterne Cormac McCarthy og H.P. Lovecraft er/var begge hjemmehørende i Providence.